# 君と目覚める幾つかの方法
『君と目覚める幾つかの方法』（きみとめざめるいくつかのほうほう）は、Navelより2018年5月25日に発売された18禁恋愛アドベンチャーゲーム。

## 登場人物
伊奈 宗介（いな そうすけ）
枚方 初音（ひらかた はつね）
声 - 夏和小
京橋 みこと（きょうばし みこと）
声 - 桜川未央
八雲 舞花（やぐも まいか）
声 - 瀬在角蒼
アイル
声 - 森谷実園
マキノ
声 - 時雨しょうこ
清里 菜々子（きよさと ななこ）
声 - 咲野かなで
八雲 由里花（やぐも ゆりか）
声 - 沢澤砂羽
三鷹 弥彦（みたか やひこ）
声 - KNOCK永街
あかさかくん
声 - 遠坂リリ
上大月 誠一郎（かみおおつき せいいちろう）
声 - 赤木文太
藤峰 石刀（ふじみね いわと）
声 - 一ノ瀬昂

## スタッフ
- 企画・脚本 - かずきふみ
- 原画 - 西又葵、鈴平ひろ
- サブ原画 - 羽純りお、ごろう
- 音楽制作 - Arte Refact